# یواس‌اس زافیرو (۱۸۸۴)
یواس‌اس زافیرو (۱۸۸۴) (به انگلیسی: USS Zafiro (1884)) یک کشتی بود که طول آن ۲۱۳ فوت ۸٫۵ اینچ (۶۵٫۱۳۸ متر) بود. این کشتی در سال ۱۸۸۴ ساخته شد.